# Copa do Mundo FIFA Sub-17 de 2011
A Copa do Mundo FIFA Sub-17 de 2011 foi a 14ª edição da competição de futebol para jogadores de até 17 anos de idade organizado pela Federação Internacional de Futebol (FIFA). O evento foi realizado no México entre 18 de junho a 10 de julho com 24 seleções.
A escolha do país sede foi feita durante o 58º Congresso da FIFA, realizado em Sydney (Austrália), onde a candidatura mexicana derrotou as propostas da República Checa e do Irã.
O título foi conquistado pelo México, após vitória sobre o Uruguai na final por 2–0. Foi a segunda conquista mexicana no torneio e a primeira vez que uma equipe anfitriã vence a competição.

## Qualificação

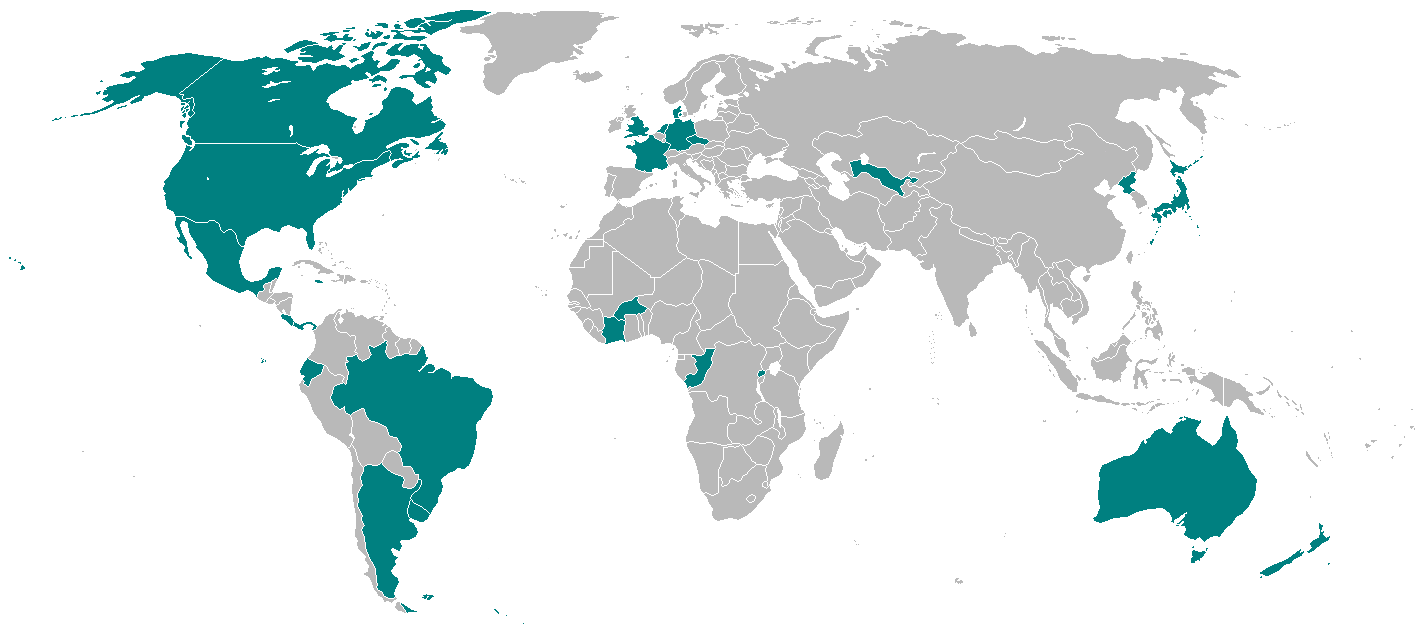
Seleções participantes do campeonato destacadas.

Vinte e três seleções qualificadas participaram do torneio. O México classificou-se automaticamente por ser o país-sede.
| Confederação                                  | Torneio qualificatório                  | Classificado(s)                                             |
| --------------------------------------------- | --------------------------------------- | ----------------------------------------------------------- |
| AFC (Ásia)                                    | Campeonato Asiático Sub-16 de 2010      | Coreia do Norte Uzbequistão Austrália Japão                 |
| CAF (África)                                  | Campeonato Africano Sub-17 de 2011      | Burquina Fasso Ruanda Congo Costa do Marfim                 |
| CONCACAF (América do Norte, Central e Caribe) | Campeonato Sub-17 da CONCACAF de 2011   | Estados Unidos Canadá Panamá Jamaica                        |
| CONMEBOL (América do Sul)                     | Campeonato Sul-Americano Sub-17 de 2011 | Brasil Uruguai Argentina Equador                            |
| OFC (Oceania)                                 | Campeonato Sub-17 da OFC de 2011        | Nova Zelândia                                               |
| UEFA (Europa)                                 | Campeonato Europeu Sub-17 de 2011       | Países Baixos Alemanha Dinamarca Inglaterra França Tchéquia |
| Anfitrião                                     | Anfitrião                               | México                                                      |

## Sedes
Após ganhar o direito de sediar o campeonato, o presidente da Federação Mexicana de Futebol, Justino Compéan, anunciou durante entrevista na Austrália, que estádios novos ou recém-reformados teriam a preferência para receber os jogos.
Sete cidades foram designadas para receber as partidas do torneio:
| Cidade do México                                                         | Guadalajara                         | Querétaro                              | Monterrey                                |
| ------------------------------------------------------------------------ | ----------------------------------- | -------------------------------------- | ---------------------------------------- |
| Estádio Azteca Capacidade: 105 064                                       | Estádio Omnilife Capacidade: 49 850 | Estádio Corregidora Capacidade: 45 000 | Estádio Universitário Capacidade: 43 257 |
|                                                                          |                                     |                                        |                                          |
| Cidade do México Guadalajara Monterrey Querétaro Morelia Pachuca Torreón |                                     |                                        |                                          |
| Morelia                                                                  | Pachuca                             | Torreón                                |                                          |
| Estádio Morelos Capacidade: 41 056                                       | Estádio Hidalgo Capacidade: 30 000  | Estádio Corona Capacidade: 30 000      |                                          |
|                                                                          |                                     |                                        |                                          |

## Arbitragem
A FIFA designou os seguintes árbitros e assistentes para a Copa do Mundo Sub-17 de 2011:
| Árbitros                       | Assistentes                                          |
| AFC                            | AFC                                                  |
| ------------------------------ | ---------------------------------------------------- |
| UAE Ali Al-Badwawi             | OMA Hamad Suliman Al-Mayahi IRN Reza Sokhandan       |
| BHR Nawaf Shukralla            | BHR Yaser Khalil Abdulla Tulefat BHR Khaled Al-Allan |
| CAF                            |                                                      |
| CMR Neant Alioum               | SEN Djibril Camara RWA Felicien Kabanda              |
| ANG Hélder Martins de Carvalho | KEN Aden Range Marwa RSA Zakhele Siwela              |
| CONCACAF                       |                                                      |
| JAM Raymon Bogle               | JAM Stephen Brown TRI Dion Neil                      |
| MEX Roberto García             | MEX Alejandro Ayala MEX Víctor Calderón              |
| SLV Elmer Bonilla•             | NCA Keytzell Corrales CRC Octavio Jara               |
| MEX Paul Delgadillo•           | MEX Marcos Quintero MEX Salvador Rodríguez           |
| PAN Jafeth Perea•              | BLZ Ricardo Ake HON Juan Antonio Rodas               |
| OFC                            |                                                      |
| TAH Norbert Hauata             | PNG David Charles NZL Mark Rule                      |

| Árbitros              | Assistentes                                  |
| CONMEBOL              | CONMEBOL                                     |
| --------------------- | -------------------------------------------- |
| ARG Diego Abal        | ARG Alejo Castany ARG Gustavo Esquivel       |
| PER Víctor Carrillo   | PER Jonny Bossio PER Cesar Escano            |
| ECU Omar Ponce        | ECU Carlos Herrera ECU Christian Lescano     |
| UEFA                  |                                              |
| FRA Tony Chapron      | FRA Emmanuel Boisdenghien FRA Fredji Harchay |
| CZE Pavel Kralovec    | CZE Martin Wilczek CZE Miroslav Zlamal       |
| NOR Svein Oddvar Moen | NOR Frank Andas NOR Kim Haglund              |
| NED Bas Nijhuis       | NED Angelo Boonman NED Erwin Zeinstra        |
| RUS Alexey Nikolaev   | RUS Anton Averianov RUS Tikhon Kalugin       |
| SUI Stephan Studer    | SUI Sandro Pozzi SUI Raffael Zeder           |

• Trio reserva

## Sorteio
O sorteio que definiu a fase de grupos foi realizado em 17 de maio de 2011 na Sala Nezahualcóyotl, da Universidade Nacional Autônoma do México, na Cidade do México. A distribuição das equipes através dos potes se deu da seguinte maneira:
| Pote 1                                                               | Pote 2                                                            | Pote 3                                                    | Pote 4                                                  |
| -------------------------------------------------------------------- | ----------------------------------------------------------------- | --------------------------------------------------------- | ------------------------------------------------------- |
| México (Grupo A) Alemanha Inglaterra Brasil Argentina Estados Unidos | Congo Burquina Fasso Costa do Marfim Ruanda Jamaica Nova Zelândia | Canadá Panamá Japão Coreia do Norte Austrália Uzbequistão | Dinamarca Países Baixos França Tchéquia Uruguai Equador |

## Fase de grupos
|  | Equipes classificadas às oitavas de final               |
|  | Equipes classificadas como melhores terceiros colocados |
|  | Equipes eliminadas                                      |

Todas as partidas seguiram o fuso horário local (UTC-5).

### Grupo A
| Pos. | Seleção         | P | J | V | E | D | GP | GC | SG |
| ---- | --------------- | - | - | - | - | - | -- | -- | -- |
| 1    | México          | 9 | 3 | 3 | 0 | 0 | 8  | 4  | +4 |
| 2    | Congo           | 4 | 3 | 1 | 1 | 1 | 3  | 3  | 0  |
| 3    | Coreia do Norte | 2 | 3 | 0 | 2 | 1 | 3  | 5  | –2 |
| 4    | Países Baixos   | 1 | 3 | 0 | 1 | 2 | 3  | 5  | –2 |

| 18 de junho | México                                                | 3 – 1     | Coreia do Norte | Estádio Morelos, Morelia                    |
| 15:00       | Fierro 37' · Jong Kwang-Sok 68' (g.c.) · Casillas 86' | Relatório | Jo Kwang 3'     | Público: 34 312 Árbitro: SUI Stephan Studer |

| 18 de junho | Congo       | 1 – 0     | Países Baixos | Estádio Morelos, Morelia                  |
| 18:00       | Kounkou 53' | Relatório |               | Público: 34 312 Árbitro: PAN Jafeth Perea |

| 21 de junho | Coreia do Norte   | 1 – 1     | Países Baixos   | Estádio Morelos, Morelia                 |
| 15:00       | Kang Nam-Gwon 48' | Relatório | Gravenberch 75' | Público: 7 500 Árbitro: CMR Neant Alioum |

| 21 de junho | México                      | 2 – 1     | Congo     | Estádio Morelos, Morelia                  |
| 18:00       | Espericueta 40' · Gómez 85' | Relatório | Epako 73' | Público: 25 710 Árbitro: FRA Tony Chapron |

| 24 de junho | Coreia do Norte  | 1 – 1     | Congo        | Estádio Morelos, Morelia                    |
| 18:00       | Ju Jong-Chol 14' | Relatório | Nkounkou 75' | Público: 14 206 Árbitro: CZE Pavel Kralovec |

| 24 de junho | México                                        | 3 – 2     | Países Baixos            | Estádio Universitário, Monterrey             |
| 18:00       | Casillas 29' · Fierro 43' · A. González 90+4' | Relatório | Depay 47' · Ebecilio 63' | Público: 29 000 Árbitro: PER Víctor Carrillo |

### Grupo B
| Pos. | Seleção   | P | J | V | E | D | GP | GC | SG |
| ---- | --------- | - | - | - | - | - | -- | -- | -- |
| 1    | Japão     | 7 | 3 | 2 | 1 | 0 | 5  | 2  | +3 |
| 2    | França    | 5 | 3 | 1 | 2 | 0 | 5  | 2  | +3 |
| 3    | Argentina | 3 | 3 | 1 | 0 | 2 | 3  | 7  | –4 |
| 4    | Jamaica   | 1 | 3 | 0 | 1 | 2 | 2  | 4  | –2 |

| 18 de junho | França                       | 3 – 0     | Argentina | Estádio Universitário, Monterrey            |
| 15:00       | Benzia 35', 45' · Haller 38' | Relatório |           | Público: 16 200 Árbitro: MEX Roberto García |

| 18 de junho | Japão         | 1 – 0     | Jamaica | Estádio Universitário, Monterrey         |
| 18:00       | Matsumoto 61' | Relatório |         | Público: 8 000 Árbitro: CMR Neant Alioum |

| 21 de junho | Japão            | 1 – 1     | França      | Estádio Universitário, Monterrey            |
| 15:00       | Ishige 49' (pen) | Relatório | Yaisien 24' | Público: 4 827 Árbitro: PER Víctor Carrillo |

| 21 de junho | Jamaica    | 1 – 2     | Argentina            | Estádio Universitário, Monterrey           |
| 18:00       | Barnes 89' | Relatório | Silva 23' · Pugh 63' | Público: 9 150 Árbitro: CZE Pavel Kralovec |

| 24 de junho | Japão                            | 3 – 1     | Argentina    | Estádio Morelos, Morelia                  |
| 15:00       | Takagi 4' · Ueda 20' · Akino 74' | Relatório | Ferreira 87' | Público: 10 200 Árbitro: CMR Neant Alioum |

| 24 de junho | Jamaica  | 1 – 1     | França     | Estádio Universitário, Monterrey                       |
| 15:00       | Lewis 9' | Relatório | Benzia 58' | Público: 7 566 Árbitro: ANG Hélder Martins de Carvalho |

### Grupo C
| Pos. | Seleção    | P | J | V | E | D | GP | GC | SG |
| ---- | ---------- | - | - | - | - | - | -- | -- | -- |
| 1    | Inglaterra | 7 | 3 | 2 | 1 | 0 | 6  | 2  | +4 |
| 2    | Uruguai    | 6 | 3 | 2 | 0 | 1 | 4  | 2  | +2 |
| 3    | Canadá     | 2 | 3 | 0 | 2 | 1 | 2  | 5  | –3 |
| 4    | Ruanda     | 1 | 3 | 0 | 1 | 2 | 0  | 3  | –3 |

| 19 de junho | Ruanda | 0 – 2     | Inglaterra              | Estádio Hidalgo, Pachuca                    |
| 15:00       |        | Relatório | Hope 68' · Sterling 86' | Público: 12 640 Árbitro: TAH Norbert Hauata |

| 19 de junho | Uruguai                                       | 3 – 0     | Canadá | Estádio Hidalgo, Pachuca                     |
| 18:00       | Mascia 52' · Méndez 85' (pen) · Álvarez 90+3' | Relatório |        | Público: 12 699 Árbitro: RUS Alexey Nikolaev |

| 22 de junho | Uruguai    | 1 – 0     | Ruanda | Estádio Hidalgo, Pachuca                       |
| 15:00       | Pais 90+5' | Relatório |        | Público: 12 999 Árbitro: NOR Svein Oddvar Moen |

| 22 de junho | Canadá                   | 2 – 2     | Inglaterra               | Estádio Hidalgo, Pachuca                |
| 18:00       | Jalali 50' · Roberts 87' | Relatório | Morgan 46' · Turgott 77' | Público: 17 882 Árbitro: ECU Omar Ponce |

| 25 de junho | Uruguai | 0 – 2     | Inglaterra                 | Estádio Corona, Torreón                     |
| 15:00       |         | Relatório | Chalobah 45' · Clayton 58' | Público: 11 410 Árbitro: UAE Ali Al-Badwawi |

| 25 de junho | Canadá | 0 – 0     | Ruanda | Estádio Hidalgo, Pachuca                 |
| 15:00       |        | Relatório |        | Público: 5 803 Árbitro: FRA Tony Chapron |

### Grupo D
| Pos. | Seleção        | P | J | V | E | D | GP | GC | SG |
| ---- | -------------- | - | - | - | - | - | -- | -- | -- |
| 1    | Uzbequistão    | 6 | 3 | 2 | 0 | 1 | 5  | 6  | –1 |
| 2    | Estados Unidos | 4 | 3 | 1 | 1 | 1 | 4  | 2  | +2 |
| 3    | Nova Zelândia  | 4 | 3 | 1 | 1 | 1 | 4  | 2  | +2 |
| 4    | Tchéquia       | 3 | 3 | 1 | 0 | 2 | 2  | 5  | –3 |

- Estados Unidos e Nova Zelândia empataram em todos os critérios e um sorteio definiu a posição final de ambos no grupo.[8]

| 19 de junho | Uzbequistão     | 1 – 4     | Nova Zelândia                       | Estádio Corona, Torreón                                |
| 15:00       | T. Khakimov 39' | Relatório | Carmichael 10', 36', 53' · Vale 87' | Público: 7 561 Árbitro: ANG Hélder Martins de Carvalho |

| 19 de junho | Estados Unidos                           | 3 – 0     | Tchéquia | Estádio Corona, Torreón                 |
| 18:00       | Guido 5' · E. Rodriguez 51' · Koroma 89' | Relatório |          | Público: 15 083 Árbitro: ARG Diego Abal |

| 22 de junho | Estados Unidos | 1 – 2     | Uzbequistão                          | Estádio Corona, Torreón                     |
| 15:00       | Koroma 47'     | Relatório | Davlatov 13' · Makhstaliev 54' (pen) | Público: 4 133 Árbitro: RUS Alexey Nikolaev |

| 22 de junho | Tchéquia  | 1 – 0     | Nova Zelândia | Estádio Corona, Torreón                     |
| 18:00       | Juliš 28' | Relatório |               | Público: 10 105 Árbitro: MEX Roberto García |

| 25 de junho | Estados Unidos | 0 – 0     | Nova Zelândia | Estádio Hidalgo, Pachuca                |
| 18:00       |                | Relatório |               | Público: 8 556 Árbitro: NED Bas Nijhuis |

| 25 de junho | Tchéquia        | 1 – 2     | Uzbequistão                       | Estádio Corona, Torreón                    |
| 18:00       | Juliš 23' (pen) | Relatório | T. Khakimov 44' · Makhstaliev 73' | Público: 14 673 Árbitro: JAM Raymond Bogle |

### Grupo E
| Pos. | Seleção        | P | J | V | E | D | GP | GC | SG  |
| ---- | -------------- | - | - | - | - | - | -- | -- | --- |
| 1    | Alemanha       | 9 | 3 | 3 | 0 | 0 | 11 | 1  | +10 |
| 2    | Equador        | 6 | 3 | 2 | 0 | 1 | 5  | 7  | –2  |
| 3    | Panamá         | 3 | 3 | 1 | 0 | 2 | 2  | 4  | –2  |
| 4    | Burquina Fasso | 0 | 3 | 0 | 0 | 3 | 0  | 6  | –6  |

| 20 de junho | Alemanha                                                            | 6 – 1     | Equador    | Estádio Corregidora, Querétaro             |
| 15:00       | Yezil 31', 36' · Röcker 54' · Aycicek 61' · Ducksch 85' · Aydin 90' | Relatório | Gruezo 51' | Público: 23 500 Árbitro: SLV Elmer Bonilla |

| 20 de junho | Burquina Fasso | 0 – 1     | Panamá      | Estádio Corregidora, Querétaro           |
| 18:00       |                | Relatório | Aguilar 22' | Público: 25 167 Árbitro: NED Bas Nijhuis |

| 23 de junho | Burquina Fasso | 0 – 3     | Alemanha                                   | Estádio Corregidora, Querétaro               |
| 15:00       |                | Relatório | Günter 4' · Aycicek 26' (pen) · Weiser 64' | Público: 14 603 Árbitro: MEX Paul Delgadillo |

| 23 de junho | Panamá      | 1 – 2     | Equador                  | Estádio Corregidora, Querétaro               |
| 18:00       | Aguilar 33' | Relatório | Jaime 61' · Cevallos 82' | Público: 18 650 Árbitro: BHR Nawaf Shukralla |

| 26 de junho | Burquina Fasso | 0 – 2     | Equador                    | Estádio Omnilife, Guadalajara                |
| 15:00       |                | Relatório | Cevallos 74' · Mercado 76' | Público: 15 165 Árbitro: RUS Alexey Nikolaev |

| 26 de junho | Panamá | 0 – 2     | Alemanha               | Estádio Corregidora, Querétaro              |
| 15:00       |        | Relatório | Aydin 10' · Weiser 39' | Público: 28 500 Árbitro: TAH Norbert Hauata |

### Grupo F
| Pos. | Seleção         | P | J | V | E | D | GP | GC | SG |
| ---- | --------------- | - | - | - | - | - | -- | -- | -- |
| 1    | Brasil          | 7 | 3 | 2 | 1 | 0 | 7  | 3  | +4 |
| 2    | Costa do Marfim | 4 | 3 | 1 | 1 | 1 | 8  | 7  | +1 |
| 3    | Austrália       | 4 | 3 | 1 | 1 | 1 | 3  | 3  | 0  |
| 4    | Dinamarca       | 1 | 3 | 0 | 1 | 2 | 3  | 8  | –5 |

| 20 de junho | Brasil                           | 3 – 0     | Dinamarca | Estádio Omnilife, Guadalajara              |
| 15:00       | Ademilson 32', 78' · Wallace 57' | Relatório |           | Público: 8 845 Árbitro: UAE Ali Al-Badwawi |

| 20 de junho | Austrália                     | 2 – 1     | Costa do Marfim  | Estádio Omnilife, Guadalajara              |
| 18:00       | Makarounas 51' · Tombides 77' | Relatório | S. Coulibaly 18' | Público: 20 728 Árbitro: JAM Raymond Bogle |

| 23 de junho | Austrália | 0 – 1     | Brasil     | Estádio Omnilife, Guadalajara               |
| 15:00       |           | Relatório | Adryan 76' | Público: 21 159 Árbitro: SUI Stephan Studer |

| 23 de junho | Costa do Marfim                       | 4 – 2     | Dinamarca               | Estádio Omnilife, Guadalajara              |
| 18:00       | S. Coulibaly 23', 37', 41' (pen), 69' | Relatório | Zohore 9' · Fischer 32' | Público: 22 126 Árbitro: SLV Elmer Bonilla |

| 26 de junho | Costa do Marfim            | 3 – 3     | Brasil                                         | Estádio Omnilife, Guadalajara               |
| 18:00       | S. Coulibaly 11', 33', 58' | Relatório | Lucas Piazon 8' · Ademilson 14' · Adryan 90+3' | Público: 24 943 Árbitro: MEX Roberto García |

| 27 de junho[a] | Austrália     | 1 – 1     | Dinamarca    | Estádio Corregidora, Querétaro         |
| 10:00          | Remington 89' | Relatório | Sørensen 35' | Público: 2 000 Árbitro: ARG Diego Abal |

a. ^  A partida foi realizada durante 25 minutos em 26 de junho, mas foi suspensa devido a falta de condições de jogo causada por uma forte tempestade (a Dinamarca ganhava por 1 a 0, gol de Viktor Fischer marcado aos 11 minutos). O Comitê Organizador decidiu cancelar a partida e a remarcou integralmente para o dia seguinte (iniciando 0 a 0) no mesmo local.

### Melhores terceiros classificados
As melhores quatro seleções terceiro colocadas nos grupos também avançam para as oitavas de final.
| Pos. | Seleção         | P | J | V | E | D | GP | GC | SG | Grupo |
| ---- | --------------- | - | - | - | - | - | -- | -- | -- | ----- |
| 1    | Nova Zelândia   | 4 | 3 | 1 | 1 | 1 | 4  | 2  | +2 | D     |
| 2    | Austrália       | 4 | 3 | 1 | 1 | 1 | 3  | 3  | 0  | F     |
| 3    | Panamá          | 3 | 3 | 1 | 0 | 2 | 2  | 4  | –2 | E     |
| 4    | Argentina       | 3 | 3 | 1 | 0 | 2 | 3  | 7  | –4 | B     |
| 5    | Coreia do Norte | 2 | 3 | 0 | 2 | 1 | 3  | 5  | –2 | A     |
| 6    | Canadá          | 2 | 3 | 0 | 2 | 1 | 2  | 5  | –3 | C     |

## Fase final

### Esquema
|  | Oitavas de final          | Oitavas de final       |                                |       | Quartas de final | Quartas de final |                                |                                | Semifinais | Semifinais |  |  | Final | Final |
|  |                           |                        |                                |       |                  |                  |                                |                                |            |            |  |  |       |       |
|  | 29 de junho – Morelia     |                        |                                |       |                  |                  |                                |                                |            |            |  |  |       |       |
|  |                           |                        |                                |       |                  |                  |                                |                                |            |            |  |  |       |       |
|  | Congo                     | 1                      |                                |       |                  |                  |                                |                                |            |            |  |  |       |       |
|  | Congo                     | 1                      | 3 de julho – Monterrey         |       |                  |                  |                                |                                |            |            |  |  |       |       |
|  | Uruguai                   | 2                      |                                |       |                  |                  |                                |                                |            |            |  |  |       |       |
|  | Uruguai                   | 2                      | Uruguai                        | 2     |                  |                  |                                |                                |            |            |  |  |       |       |
|  | 29 de junho – Torreón     |                        | Uruguai                        | 2     |                  |                  |                                |                                |            |            |  |  |       |       |
|  |                           | Uzbequistão            | 0                              |       |                  |                  |                                |                                |            |            |  |  |       |       |
|  | Uzbequistão               | Uzbequistão            | 0                              | 4     |                  |                  |                                |                                |            |            |  |  |       |       |
|  | Uzbequistão               |                        | 7 de julho – Guadalajara       | 4     |                  |                  |                                |                                |            |            |  |  |       |       |
|  | Austrália                 | 0                      |                                |       |                  |                  |                                |                                |            |            |  |  |       |       |
|  | Austrália                 | 0                      | Uruguai                        | 3     |                  |                  |                                |                                |            |            |  |  |       |       |
|  | 29 de junho – Monterrey   |                        | Uruguai                        | 3     |                  |                  |                                |                                |            |            |  |  |       |       |
|  |                           | Brasil                 | 0                              |       |                  |                  |                                |                                |            |            |  |  |       |       |
|  | Japão                     | Brasil                 | 0                              | 6     |                  |                  |                                |                                |            |            |  |  |       |       |
|  | Japão                     | 3 de julho – Querétaro |                                | 6     |                  |                  |                                |                                |            |            |  |  |       |       |
|  | Nova Zelândia             | 0                      |                                |       |                  |                  |                                |                                |            |            |  |  |       |       |
|  | Nova Zelândia             | 0                      | Japão                          | 2     |                  |                  |                                |                                |            |            |  |  |       |       |
|  | 29 de junho – Guadalajara |                        | Japão                          | 2     |                  |                  |                                |                                |            |            |  |  |       |       |
|  |                           | Brasil                 | 3                              |       |                  |                  |                                |                                |            |            |  |  |       |       |
|  | Brasil                    | Brasil                 | 3                              | 2     |                  |                  |                                |                                |            |            |  |  |       |       |
|  | Brasil                    |                        | 10 de julho – Cidade do México | 2     |                  |                  |                                |                                |            |            |  |  |       |       |
|  | Equador                   | 0                      |                                |       |                  |                  |                                |                                |            |            |  |  |       |       |
|  | Equador                   | 0                      | Uruguai                        | 0     |                  |                  |                                |                                |            |            |  |  |       |       |
|  | 30 de junho – Querétaro   |                        | Uruguai                        | 0     |                  |                  |                                |                                |            |            |  |  |       |       |
|  |                           | México                 | 2                              |       |                  |                  |                                |                                |            |            |  |  |       |       |
|  | Alemanha                  | México                 | 2                              | 4     |                  |                  |                                |                                |            |            |  |  |       |       |
|  | Alemanha                  | 4 de julho – Morelia   |                                | 4     |                  |                  |                                |                                |            |            |  |  |       |       |
|  | Estados Unidos            | 0                      |                                |       |                  |                  |                                |                                |            |            |  |  |       |       |
|  | Estados Unidos            | 0                      | Alemanha                       | 3     |                  |                  |                                |                                |            |            |  |  |       |       |
|  | 30 de junho – Pachuca     |                        | Alemanha                       | 3     |                  |                  |                                |                                |            |            |  |  |       |       |
|  |                           | Inglaterra             | 2                              |       |                  |                  |                                |                                |            |            |  |  |       |       |
|  | Inglaterra (pen)          | Inglaterra             | 2                              | 1 (4) |                  |                  |                                |                                |            |            |  |  |       |       |
|  | Inglaterra (pen)          |                        | 7 de julho – Torreón           | 1 (4) |                  |                  |                                |                                |            |            |  |  |       |       |
|  | Argentina                 | 1 (2)                  |                                |       |                  |                  |                                |                                |            |            |  |  |       |       |
|  | Argentina                 | 1 (2)                  | Alemanha                       | 2     |                  |                  |                                |                                |            |            |  |  |       |       |
|  | 30 de junho – Querétaro   |                        | Alemanha                       | 2     |                  |                  |                                |                                |            |            |  |  |       |       |
|  |                           | México                 | 3                              |       | Terceiro lugar   | Terceiro lugar   |                                |                                |            |            |  |  |       |       |
|  | França                    | México                 | 3                              | 3     | Terceiro lugar   | Terceiro lugar   |                                |                                |            |            |  |  |       |       |
|  | França                    | 4 de julho – Pachuca   | 4 de julho – Pachuca           | 3     |                  |                  | 10 de julho – Cidade do México | 10 de julho – Cidade do México |            |            |  |  |       |       |
|  | Costa do Marfim           | 4 de julho – Pachuca   | 4 de julho – Pachuca           | 2     |                  |                  | 10 de julho – Cidade do México | 10 de julho – Cidade do México |            |            |  |  |       |       |
|  | Costa do Marfim           | França                 | 1                              | 2     | Brasil           | 3                |                                |                                |            |            |  |  |       |       |
|  | 30 de junho – Pachuca     | França                 | 1                              |       | Brasil           | 3                |                                |                                |            |            |  |  |       |       |
|  |                           | México                 | 2                              |       | Alemanha         | 4                |                                |                                |            |            |  |  |       |       |
|  | México                    | México                 | 2                              | 2     | Alemanha         | 4                |                                |                                |            |            |  |  |       |       |
|  | México                    |                        |                                | 2     |                  |                  |                                |                                |            |            |  |  |       |       |
|  | Panamá                    | 0                      |                                |       |                  |                  |                                |                                |            |            |  |  |       |       |
|  | Panamá                    | 0                      |                                |       |                  |                  |                                |                                |            |            |  |  |       |       |

### Oitavas de final
| 29 de junho | Uzbequistão                                                           | 4 – 0     | Austrália | Estádio Corona, Torreón                     |
| 15:00       | Makhstaliev 11' · T. Khakimov 40' · Chapman 66' (g.c.) · Yarbekov 89' | Relatório |           | Público: 8 340 Árbitro: PER Víctor Carrillo |

| 29 de junho | Brasil                  | 2 – 0     | Equador | Estádio Omnilife, Guadalajara               |
| 15:00       | Ademilson 16' · Léo 87' | Relatório |         | Público: 19 335 Árbitro: CZE Pavel Kralovec |

| 29 de junho | Congo        | 1 – 2     | Uruguai                 | Estádio Morelos, Morelia                   |
| 18:00       | Binguila 53' | Relatório | Moreira 65' · Silva 86' | Público: 12 350 Árbitro: JAM Raymond Bogle |

| 29 de junho | Japão                                                                  | 6 – 0     | Nova Zelândia | Estádio Universitário, Monterrey           |
| 18:00       | Ishige 20', 22' · Hayakawa 32', 80' · Colvey 42' (g.c.) · Minamino 56' | Relatório |               | Público: 7 930 Árbitro: SUI Stephan Studer |

| 30 de junho | Alemanha                                          | 4 – 0     | Estados Unidos | Estádio Corregidora, Querétaro          |
| 15:00       | Günter 20' · Weiser 40' · Yesil 43' · Ducksch 50' | Relatório |                | Público: 16 191 Árbitro: ECU Omar Ponce |

| 30 de junho | Inglaterra   | 1 – 1     | Argentina   | Estádio Hidalgo, Pachuca                    |
| 15:00       | Sterling 40' | Relatório | Padilla 12' | Público: 6 807 Árbitro: BHR Nawaf Shukralla |

|                                      |       | Penalidades                  |  |
| Magri Morgan Clayton Caskey Chalobah | 4 – 2 | Ocampos Pugh Iñíguez Allione |  |

| 30 de junho | França                             | 3 – 2     | Costa do Marfim                    | Estádio Corregidora, Querétaro             |
| 18:00       | Benzia 37' (pen), 74' · Nangis 65' | Relatório | S. Coulibaly 3' · Diarrassouba 25' | Público: 18 192 Árbitro: SLV Elmer Bonilla |

| 30 de junho | México                | 2 – 0     | Panamá | Estádio Hidalgo, Pachuca                       |
| 18:00       | Fierro 2' · Bueno 89' | Relatório |        | Público: 15 415 Árbitro: NOR Svein Oddvar Moen |

### Quartas de final
| 3 de julho | Uruguai                     | 2 – 0     | Uzbequistão | Estádio Universitario, Monterrey          |
| 15:00      | Charamoni 29' · Aguirre 64' | Relatório |             | Público: 11 015 Árbitro: CMR Neant Alioum |

| 3 de julho | Japão                       | 2 – 3     | Brasil                               | Estádio Corregidora, Querétaro              |
| 18:00      | Nakajima 77' · Hayakawa 88' | Relatório | Léo 16' · Ademilson 48' · Adryan 60' | Público: 30 123 Árbitro: MEX Roberto García |

| 4 de julho | Alemanha                  | 3 – 2     | Inglaterra                 | Estádio Morelos, Morelia                    |
| 15:00      | Yesil 7', 53' · Ayhan 24' | Relatório | Magri 67' (pen) · Hope 83' | Público: 16 020 Árbitro: CZE Pavel Kralovec |

| 4 de julho | França    | 1 – 2     | México                     | Estádio Hidalgo, Pachuca                    |
| 18:00      | Ikoko 17' | Relatório | Escamilla 14' · Fierro 50' | Público: 21 960 Árbitro: UAE Ali Al-Badwawi |

### Semifinais
| 7 de julho | Uruguai                                           | 3 – 0     | Brasil | Estádio Omnilife, Guadalajara                |
| 15:00      | Álvarez 20' (pen) · San Martín 72' · Méndez 90+5' | Relatório |        | Público: 29 315 Árbitro: RUS Alexey Nikolaev |

| 7 de julho | Alemanha            | 2 – 3     | México                          | Estádio Corona, Torreón                 |
| 18:00      | Yesil 10' · Can 60' | Relatório | Gómez 3', 90' · Espericueta 76' | Público: 26 086 Árbitro: ECU Omar Ponce |

### Disputa pelo terceiro lugar
| 10 de julho | Brasil                                 | 3 – 4     | Alemanha                                    | Estádio Azteca, Cidade do México            |
| 15:00       | Wellington 22' · Adryan 29' (pen), 33' | Relatório | Aydin 20', 63' · Günter 45+1' · Aycicek 55' | Público: 94 379 Árbitro: MEX Roberto García |

### Final
| 10 de julho | Uruguai | 0 – 2     | México                       | Estádio Azteca, Cidade do México               |
| 18:00       |         | Relatório | Briseño 31' · Casillas 90+2' | Público: 98 943 Árbitro: NOR Svein Oddvar Moen |

## Premiação
| Copa do Mundo FIFA Sub-17 de 2011 |
| México                            |
| --------------------------------- |
| MÉXICO Campeão (2º título)        |

| Bola de Ouro             | Bola de Prata            | Bola de Bronze     |
| ------------------------ | ------------------------ | ------------------ |
| MEX Julio Gómez          | MEX Jonathan Espericueta | MEX Carlos Fierro  |
| Chuteira de Ouro         | Chuteira de Prata        | Chuteira de Bronze |
| CIV Souleymane Coulibaly | GER Samed Yeşil          | BRA Adryan         |
| Luva de Ouro             |                          |                    |
| URU Mathías Cubero       |                          |                    |
| Troféu FIFA Fair Play    |                          |                    |
| Japão                    |                          |                    |

## Artilharia
9 gols (1)
- CIV Souleymane Coulibaly

6 gols (1)
- GER Samed Yesil

5 gols (3)
- BRA Ademílson
- BRA Adryan
- FRA Yassine Benzia

4 gols (2)
- GER Okan Aydin
- MEX Carlos Fierro

3 gols (10)
- GER Koray Günter
- GER Levent Aycicek
- GER Mitchell Weiser
- JPN Fumiya Hayakawa
- JPN Hideki Ishige
- MEX Giovani Casillas
- MEX Julio Gómez
- NZL Stephen Carmichael
- UZB Abbosbek Makhstaliev
- UZB Timur Khakimov

2 gols (11)
- BRA Léo
- CZE Lukáš Juliš
- ECU José Cevallos
- ENG Hallam Hope
- ENG Raheem Sterling
- GER Marvin Ducksch
- MEX Jorge Espericueta
- PAN Jorman Aguilar
- URU Elbio Álvarez
- URU Guillermo Méndez
- USA Alfred Koroma

1 gol (65)
- ARG Brian Ferreira
- ARG Jonathan Silva
- ARG Lucas Pugh
- ARG Maximiliano Padilla
- AUS Dylan Tombides
- AUS Jesse Makarounas
- AUS Luke Remington
- BRA Lucas Piazon
- BRA Wallace
- BRA Wellington
- CAN Sadi Jalali
- CAN Quillan Roberts
- CGO Bel Epako
- CGO Christ Nkounkou
- CGO Hardy Binguila
- CGO Justalain Kounkou
- CIV Drissa Diarrassouba
- DEN Kenneth Zohore
- DEN Rochester Sørensen
- DEN Viktor Fischer
- ECU Carlos Guerzo
- ECU Jordan Jaime
- ECU Kevin Mercado
- ENG Adam Morgan
- ENG Blair Turgott
- ENG Nathaniel Chalobah
- ENG Max Clayton
- ENG Samuel Magri
- FRA Abdallah Yaisien
- FRA Jordan Ikoko
- FRA Lenny Nangis
- FRA Sébastien Haller
- GER Cimo Röcker
- GER Emre Can
- GER Kaan Ayhan
- JAM Andre Lewis
- JAM Zhelano Barnes
- JPN Daisuke Takagi
- JPN Hiroki Akino
- JPN Masaya Matsumoto
- JPN Naomichi Ueda
- JPN Shoya Nakajima
- JPN Takumi Minamino
- MEX Antonio Briseño
- MEX Arturo González
- MEX Kevin Escamilla
- MEX Marco Bueno
- NED Danzell Gravenberch
- NED Kyle Ebecilio
- NED Memphis Depay
- NZL Jordan Vale
- PRK Jo Kwang
- PRK Ju Jong-Chol
- PRK Kang Nam-Gwon
- URU Gastón Silva
- URU Juan Mascia
- URU Juan San Martín
- URU Leonardo Pais
- URU Maximiliano Moreira
- URU Rodrigo Aguirre
- URU Santiago Charamoni
- USA Alejandro Guido
- USA Esteban Rodriguez
- UZB Bobir Davlatov
- UZB Davlatbek Yarbekov

Gols-contra (3)
- AUS Connor Chapman (a favor do Uzbequistão)
- NZL Kip Colvey (a favor do Japão)
- PRK Jong Kwang-Sok (a favor do México)